# Liste der denkmalgeschützten Objekte in Sankt Kanzian am Klopeiner See
Die Liste der denkmalgeschützten Objekte in Sankt Kanzian am Klopeiner See enthält die 25 denkmalgeschützten, unbeweglichen Objekte der Kärntner Gemeinde Sankt Kanzian am Klopeiner See.

## Denkmäler
| Foto |                 | Denkmal                                                                                       | Standort                                             | Beschreibung | Metadaten |
| ---- | --------------- | --------------------------------------------------------------------------------------------- | ---------------------------------------------------- | --- | --- |
| ja   | Datei hochladen | Höhensiedlung Gracarca HERIS-ID: 112162 Objekt-ID: 130229                                     | Georgiberg Standort KG: Grabelsdorf                  | Durch archäologische Funde wurde eine von der Hallstattzeit bis zur Römerzeit reichenden Siedlung nachgewiesen, die ihre größte Bedeutung in spätkeltischer Zeit hatte. | BDA-Hist.: Q1541015 Status: Bescheid Stand der BDA-Liste: 2025-06-30 Name: Höhensiedlung Gracarca GstNr.: 175, 176, 177, 178, 179, 180, 181, 195, 223, 224, 289, 290, 291, 292, 293, 294, 295, 296, 300, 302, 304, 305, 306, 307, 314/1, 314/4, 325/2, 325/3, 124/2 Höhensiedlung Gracarca |
| ja   | Datei hochladen | Kath. Filialkirche hl. Georg am Georgiberg HERIS-ID: 54354 Objekt-ID: 62596                   | Georgibergstraße Standort KG: Grabelsdorf            | Die Kirche ist ein kleiner barockisierter Bau mit ursprünglich romanischem Langhaus (Mauern des 11. Jahrhunderts erhalten) und spätgotischem Chor. Im Erdgeschoß des Südturms befindet sich die Sakristei, südlich angebaut ist eine Kapelle mit Dachreiter. Das Kreuzgratgewölbe im Langhaus wurde nach einem Brand im 17. Jahrhundert errichtet. In der Kirche befinden sich drei Altäre (Hochaltar bezeichnet 1779; linker Seitenaltar etwa von 1700; rechter Seitenaltar neobarock), im südlichen Kapellenanbau ist ein barocker Flügelaltar.                                                                              | BDA-Hist.: Q1509346 Status: § 2a Stand der BDA-Liste: 2025-06-30 Name: Kath. Filialkirche hl. Georg am Georgiberg GstNr.: .1/1 Filialkirche hl. Georg am Georgiberg |
| ja   | Datei hochladen | Kath. Filialkirche hl. Daniel HERIS-ID: 53769 Objekt-ID: 61803                                | St. Danielweg 2 Standort KG: Grabelsdorf             | Die Kirche ist ein kleiner spätgotischer Bau (auf dem Standort einer älteren romanischen Kirche) aus dem frühen 16. Jahrhundert, ein Relief über dem Westportal ist mit 1513 bezeichnet. Sie hat eine Vorlaube und einen sechsseitigen Dachreiter. Das Langhaus ist sternrippengewölbt mit figürlich geschmückten Schlusssteinen, der Chor netzrippengewölbt. Zur Einrichtung gehören drei neugotische Altäre. | BDA-Hist.: Q38058432 Status: § 2a Stand der BDA-Liste: 2025-06-30 Name: Kath. Filialkirche hl. Daniel GstNr.: .2 Filialkirche hl. Daniel, Grabelsdorf |
| ja   | Datei hochladen | Kath. Pfarrkirche St. Primus HERIS-ID: 54808 Objekt-ID: 63212                                 | Pfarrplatz 1 Standort KG: Lauchenholz                | Die Kirche wurde 1974 bis 1977 von Josef Bavdaž errichtet. Sie hat ein Satteldach, einen halboffenen Glockenturm, verglaste Tore und eine Vorderwand aus Ziegelsteinen. Altar, Ambo und Tabernakel sind aus Carraramarmor. | BDA-Hist.: Q38062536 Status: § 2a Stand der BDA-Liste: 2025-06-30 Name: Kath. Pfarrkirche St. Primus GstNr.: 294/4 Pfarrkirche St. Primus, Sankt Kanzian am Klopeiner See |
| ja   | Datei hochladen | Kath. Filialkirche hl. Primus HERIS-ID: 54807 Objekt-ID: 63211                                | Turnersee Straße 5 Standort KG: Lauchenholz          | Die kleine, schon im 14. Jahrhundert urkundlich erwähnte Kirche hat ein flachgedecktes Langhaus und einen polygonalen Chor mit Stichkappengewölbe. 1948 wurde ein südlicher Sakristeiturm errichtet und die Kirche nach Westen verlängert. Hochaltar und rechter Seitenaltar stammen aus dem zweiten Viertel des 18. Jahrhunderts, der linke Seitenaltar ist etwas älter. | BDA-Hist.: Q38062529 Status: § 2a Stand der BDA-Liste: 2025-06-30 Name: Kath. Filialkirche hl. Primus GstNr.: .33 Filialkirche St. Primus, Sankt Kanzian am Klopeiner See |
| BW   | Datei hochladen | Villa Heimbold HERIS-ID: 205389seit 2021                                                      | Georgibergstraße 39 Standort KG: Srejach             | Anmerkung: Grundstück ist von hoher Hecke umgeben; Foto ist daher – wenn überhaupt – nur im Winter möglich. | BDA-Hist.: Q107625538 Status: Bescheid Stand der BDA-Liste: 2025-06-30 Name: Villa Heimbold GstNr.: 924 |
| ja   | Datei hochladen | Römisches Gräberfeld und Siedlung HERIS-ID: 65662 Objekt-ID: 78521seit 2012                   | Nad Lessam Standort KG: Srejach                      | Das römische Brandgräberfeld stammt aus dem ersten Jahrhundert. In der Nähe wurde Kalksinter abgebaut und u. a. für die Bauten am Magdalensberg verwendet. | BDA-Hist.: Q38111078 Status: Bescheid Stand der BDA-Liste: 2025-06-30 Name: Römisches Gräberfeld und Siedlung GstNr.: 191, 176, 187, 383, 418/1, 186/1, 190/1 |
| ja   | Datei hochladen | Kath. Filialkirche hl. Pankratius HERIS-ID: 54641 Objekt-ID: 62999                            | Srejach-Ort 2a Standort KG: Srejach                  | Die kleine spätgotische Kirche mit spitzbogigem Westportal hat ein hohes, schmales Schiff mit einer Christophorus-Malerei an der Südseite. Am Chor, der Schiffsbreite hat, sind Strebepfeiler. Die Wandmalereien im Inneren gehen auf das 15. bis 17. Jahrhundert zurück. Der Hochaltar mit großem Aufbau ist mit 1644 bezeichnet. | BDA-Hist.: Q18011459 Status: § 2a Stand der BDA-Liste: 2025-06-30 Name: Kath. Filialkirche hl. Pankratius GstNr.: .20 Kirche Srejach |
| ja   | Datei hochladen | Pfarrhof HERIS-ID: 54702 Objekt-ID: 63076                                                     | Kirchweg 1 Standort KG: St. Kanzian                  | Der Pfarrhof ist ein zweigeschoßiger barocker Bau aus dem 17. Jahrhundert, an dem zwei Wappenreliefs angebracht sind. | BDA-Hist.: Q38062014 Status: § 2a Stand der BDA-Liste: 2025-06-30 Name: Pfarrhof GstNr.: 1434/4 |
| ja   | Datei hochladen | Kath. Pfarrkirche hl. Kanzian HERIS-ID: 54700 Objekt-ID: 63074                                | Kirchweg 3 Standort KG: St. Kanzian                  | Die ehemals romanische Chorturmkirche (Kämpfergesims des romanischen Triumphbogens!) mit mächtigem füngeschoßigem Turm wurde um einen spätgotischen Polygonalchor (mit Strebepfeilern) und ein Wehrobergeschoß erweitert. Das dreischiffige frühhistoristische Langhaus erhielt um 1980 einen nördlichen Zubau. Die Altäre stammen aus dem 19. Jahrhundert; bemerkenswert ist das spätgotische Kruzifix am linken Seitenaltar. | BDA-Hist.: Q18021641 Status: § 2a Stand der BDA-Liste: 2025-06-30 Name: Kath. Pfarrkirche hl. Kanzian GstNr.: .42 Pfarrkirche Sankt Kanzian am Klopeiner See |
| ja   | Datei hochladen | Aufbahrungshalle HERIS-ID: 54699 Objekt-ID: 63073                                             | Kirchweg 8, 10 Standort KG: St. Kanzian              | Die Aufbahrungshalle wurde 1972/74 nach Plänen von Clemens Holzmeister erbaut. Der oktogonale Bau mit Dachreiter und diagonal gestelltem Vorraum erinnert an einem Karner. Die Glasmalereien stammen von Giselbert Hoke. | BDA-Hist.: Q38061993 Status: § 2a Stand der BDA-Liste: 2025-06-30 Name: Aufbahrungshalle GstNr.: 1420/3 Aufbahrungshalle St. Kanzian am Klopeinersee |
| ja   | Datei hochladen | Kath. Filialkirche hl. Jakob HERIS-ID: 54141 Objekt-ID: 62294                                 | Römerweg 8 Standort KG: St. Kanzian                  | Die Kirche ist ein kleiner gotischer Bau mit Dachreiter, hölzerner Vorlaube und Christophorusfresko. Das Kirchenschiff hat eine gemalte und schablonierte Flachdecke; der Chor ist kreuzrippengewölbt. Die Einrichtung stammt großteils aus dem 19. Jahrhundert. | BDA-Hist.: Q18011452 Status: § 2a Stand der BDA-Liste: 2025-06-30 Name: Kath. Filialkirche hl. Jakob GstNr.: .83 Klopein Kirche |
| ja   | Datei hochladen | Volksschule HERIS-ID: 54696 Objekt-ID: 63070                                                  | Sternweg 2 Standort KG: St. Kanzian                  | Die Volksschule wurde 1938–1941 nach Plänen des Architekten Dücker im Heimatschutzstil erbaut. Das Wandbild an der Ostseite stammt von Kurt Weiss. | BDA-Hist.: Q38061983 Status: § 2a Stand der BDA-Liste: 2025-06-30 Name: Volksschule GstNr.: 775/1 Volksschule in Sankt Kanzian am Klopeiner See |
| ja   | Datei hochladen | Ortskapelle HERIS-ID: 68243 Objekt-ID: 81246                                                  | gegenüber Peratschitzen 23 Standort KG: St. Marxen   | Die Kapelle wurde 1727 erbaut. Die Gemälde wurden 1992 von Josef Stefan gemalt. | BDA-Hist.: Q38119122 Status: § 2a Stand der BDA-Liste: 2025-06-30 Name: Ortskapelle GstNr.: .30 Kapelle Peratschitzen |
| ja   | Datei hochladen | Kath. Filialkirche hl. Maria Magdalena HERIS-ID: 55134 Objekt-ID: 63677                       | Seenstraße 1 Standort KG: St. Marxen                 | Der spätgotische Rundbau mit langgestrecktem rechteckigen Chor hat ein holzschindelgedecktes Kegeldach mit Zwiebelhelm. Die Flachdecke ist bemalt und schabloniert; der Chor ist kreuzgratgewölbt. Der Hochaltar mit dem Bild der büßenden Magdalena und Opfergangsportalen stammt aus dem 18. Jahrhundert. | BDA-Hist.: Q1883851 Status: § 2a Stand der BDA-Liste: 2025-06-30 Name: Kath. Filialkirche hl. Maria Magdalena GstNr.: .62 Magdalenenkirche (Wasserhofen) |
| ja   | Datei hochladen | Kath. Filialkirche St. Lorenzen HERIS-ID: 54715 Objekt-ID: 63091                              | St. Lorenzen 1 Standort KG: St. Marxen               | Die schlichte Dorfkirche wurde 1952 errichtet. | BDA-Hist.: Q38062108 Status: § 2a Stand der BDA-Liste: 2025-06-30 Name: Kath. Filialkirche St. Lorenzen GstNr.: 103/2 Kirche St Lorenzen (Klopeinersee) |
| ja   | Datei hochladen | Kath. Filialkirche hl. Markus und Friedhof HERIS-ID: 54752 Objekt-ID: 63141                   | St. Marxen 3 Standort KG: St. Marxen                 | Die kleine Kirche mit Strebepfeilern, hölzerner Vorhalle und Turm mit Pyramidendach ist ein bemerkenswerter spätgotischer Bau des 15. Jahrhunderts. Das Langhaus ist netzrippen-, die Steinempore sternrippen-, der Chor kreuzrippengewölbt. Der Hochaltar ist aus unterschiedlichen Teilen aus dem 17. Jahrhundert zusammengesetzt. Die Spitze des Kirchturmes stürzte am 17. Juli 2023 aufgrund eines Unwetters ein. | BDA-Hist.: Q38062277 Status: § 2a Stand der BDA-Liste: 2025-06-30 Name: Kath. Filialkirche hl. Markus und Friedhof GstNr.: .43 Filialkirche hl. Markus, Sankt Marxen (Sankt Kanzian) |
| ja   | Datei hochladen | Kath. Pfarrkirche St. Veit und Friedhof HERIS-ID: 54924 Objekt-ID: 63361                      | St. Veit im Jauntal Standort KG: St. Veit im Jauntal | Die einfache Kirche mit einem im Kern gotischen Turm wurde im 18. und 19. Jahrhundert verändert, zweimal verlängert und mit einer neugotischen Westfassade versehen. Die Deckenmalereien sind mit 1949 bezeichnet. Die Ausstattung stammt großteils vom Ende des 19. Jahrhunderts. | BDA-Hist.: Q18029068 Status: § 2a Stand der BDA-Liste: 2025-06-30 Name: Kath. Pfarrkirche St. Veit und Friedhof GstNr.: .16, 372/2 Veitskirche (Jauntal) |
| ja   | Datei hochladen | Großer Hildegardstock HERIS-ID: 46782 Objekt-ID: 48960                                        | neben Alt-Stein 11 Standort KG: Stein                | Der Große Hildegardstock steht südlich des Kirchhügels von Stein. Der massive Breitpfeilerbildstock öffnet sich nach Süden vom Boden weg in eine breite, flachbogige Nische mit einer Altarmensa, auf der die Statue der Teresa von Ávila steht. Darüber sind in drei Nischen barocke Fresken aus dem Jahre 1717 angebracht. Dargestellt sind Hildegard von Stein in der Mitte, links Ignatius von Loyola und rechts Franz Xaver. Der Bildstock wurde 1994 und 1998 restauriert. Die beiden Jesuitenheiligen zeugen von dem Einfluss der Jesuiten von Stift Eberndorf auf Stein im Jauntal zur Entstehungszeit des Bildstocks. | BDA-Hist.: Q38023681 Status: Bescheid Stand der BDA-Liste: 2025-06-30 Name: Großer Hildegardstock GstNr.: 92/2 Großer Hildegardstock |
| ja   | Datei hochladen | Kath. Pfarrkirche hl. Laurentius (Sankt Lorenz) und Kirchhof HERIS-ID: 54936 Objekt-ID: 63378 | Alt-Stein 3 Standort KG: Stein                       | Die Außenmauern des Langhauses und die Rundapsis gehen auf eine romanische Burgkapelle aus dem 12./13. Jahrhundert zurück und wurden in gotischer Zeit auf bis zu 2½ Meter Dicke verstärkt. Der schlanke spätgotische Turm wurde Anfang des 16. Jahrhunderts errichtet. In der Krypta unter dem Chor sowie im Langhaus sind Reste von Wandmalereien aus dem 13./14. Jahrhundert. Die Einrichtung ist spätbarock und neobarock. | BDA-Hist.: Q2083234 Status: § 2a Stand der BDA-Liste: 2025-06-30 Name: Kath. Pfarrkirche hl. Laurentius (Sankt Lorenz) und Kirchhof GstNr.: .12, 101 Pfarrkirche Stein im Jauntal |
| ja   | Datei hochladen | Karner, Kapellenturm HERIS-ID: 68386 Objekt-ID: 81391                                         | Alt-Stein 3 Standort KG: Stein                       | Der runde, im Kern romanische Karner hat ein gotisches Traufgesimse und ein spitzbogiges Portal. Die Totentanz-Malereien im Inneren wurden 1996 von Kiki Kogelnik angefertigt. | BDA-Hist.: Q63986382 Status: § 2a Stand der BDA-Liste: 2025-06-30 Name: Karner, Kapellenturm GstNr.: .12 Karner Stein im Jauntal |
| ja   | Datei hochladen | Mesnerhaus, ehem. Hospizhaus/Schloss HERIS-ID: 68310 Objekt-ID: 81315                         | bei Alt-Stein 3 Standort KG: Stein                   | Das Mesnerhaus ist der letzte erhaltene Teil des ehemaligen Schlosses um die Kirche Stein. Das Schloss war ein Nachfolgebau einer im 15. Jahrhundert zerstörten Burg; es wurde 1780 weitgehend abgetragen. Vom Balkon des Mesnerhaus wird um den 5. Februar der Brauch des Strietzelwerfens durchgeführt. | BDA-Hist.: Q63986381 Status: § 2a Stand der BDA-Liste: 2025-06-30 Name: Mesnerhaus, ehem. Hospizhaus/Schloss GstNr.: .11 Mesnerhaus Stein im Jauntal |
| ja   | Datei hochladen | Aufnahmsgebäude Tainach-Stein HERIS-ID: 54598 Objekt-ID: 62921                                | Seidendorf 12 Standort KG: Stein                     | Der Bahnhof der Drautalbahn wurde 1880 in Hanglage errichtet. Auf der Talseite ist der Bau mit Satteldach dreigeschoßig, auf der Hangseite zweigeschoßig. Das Sockelgeschoß ist in Naturstein gebaut, die beiden oberen Geschoße in Putzfassade mit Eckquaderung. | BDA-Hist.: Q38061485 Status: Bescheid Stand der BDA-Liste: 2025-06-30 Name: Aufnahmsgebäude Tainach-Stein GstNr.: .102 Tainach-Stein train station |
| ja   | Datei hochladen | Kärntner Kreuzweg HERIS-ID: 68311 Objekt-ID: 81316                                            | Stein im Jauntal Standort KG: Stein                  | Die 14 auf den Kirchhügel führenden Kreuzwegstationen wurden 1993/94 von Werner Lössl, Karl Schüßler, Valentin Oman, Karl Vouk, Josef Stefan, Reimo Wukounig, Stefan Gyurko, Ernst Gradischnig, Gertrud Weiss-Richter, Kiki Kogelnik, Joze Boschitz, Karl Brandstätter, Karl Brandl und Jan Puinbroek gestaltet. | BDA-Hist.: Q38119384 Status: § 2a Stand der BDA-Liste: 2025-06-30 Name: Kärntner Kreuzweg GstNr.: 1102/1 Kärntner Kreuzweg |
| ja   | Datei hochladen | Kath. Filialkirche hl. Margareta und Friedhof HERIS-ID: 54937 Objekt-ID: 63379                | Unterer Kirchweg 6 Standort KG: Stein                | Die Kirche ist ein einfacher barocker Bau mit romanischem Kern. Sie hat einen rechteckigen Chor und eine kreuzgratgewölbte Sakristei mit Dachreiter. Zur Einrichtung gehören eine spätgotische Schnitzfigur und zwei schlichte barocke Altäre. | BDA-Hist.: Q38062919 Status: § 2a Stand der BDA-Liste: 2025-06-30 Name: Kath. Filialkirche hl. Margareta und Friedhof GstNr.: .2 Filialkirche hl. Margareta, Stein im Jauntal |